# سیارک ۳۹۶
سیارک ۳۹۶ (به انگلیسی: 396 Aeolia، نامگذاری:1894BL) سیصد و نود و ششمین سیارک کشف شده‌است که در ۱ دسامبر ۱۸۹۴ و در نیس کشف شد.
قدر مطلق سیارک برابر ۹٫۹۰ است.